# Polska liryka wokalna
Polska liryka wokalna (Baird • Pałłasz • Łukaszewski • Czyż) – album wokalnej muzyki solistycznej gdańskiego barytona, Grzegorza Piotra Kołodzieja. Powstał przy udziale Filharmonii Kameralnej im. W. Lutosławskiego w Łomży pod batutą Jana Miłosza Zarzyckiego. Został wydany pod koniec 2012 r. przez oficynę Musica Sacra (numer katalogowy MSE 038). Płyta uzyskała nominację do Fryderyka 2014 w kategorii muzyki poważnej: Album Roku - Recital Solowy.

## Lista utworów
1-7 Edward  Pałłasz - "Ballady Franciszka Villona" na baryton i orkiestrę smyczkową; sł.: François Villon, przekład: Tadeusz Boy-Żeleński
- 1. W trzydziestym życia mego lecie
- 2. Ballada Villona do swey miłey
- 3. Ballada piękney płatnerki do dziewcząt letkiego obyczaju
- 4. Piosnka lub raczey rondo
- 5.  Szczęśliw, kto nie zna co te rany
- 6. Ballada o Villonie i Grubey Małgośce
- 7. Day Bóg spoczynek zasłużony

8 Henryk Czyż -  "Canzona di barocco" (1983) na orkiestrę smyczkową
9-12 Tadeusz Baird - "4 Sonety miłosne" (1969)  na baryton, smyczki i klawesyn; sł.: William Shakespeare, przekład: Maciej Słomczyński
- 9. Sonet 23 Spójrz, co tu ciche serce wypisało…/ O learn to read what silent love  hath writ…
- 10. Sonet 91 Drwię, mając Ciebie, z ludzkiej pychy…/ Having thee of all men’s pride I boast…
- 11. Sonet 56 Słodka miłości…/Sweet love…
- 12. Sonet 97 Jakże podobna zimie jest rozłąka…/How like a winter hath my absence been…

13-15 Paweł Łukaszewski - "Elogium - pomordowanym w Katyniu" (2002) na baryton, wiolonczelę, dzwony i orkiestrę smyczkową; sł.: Jerzy Wojtczak-Szyszkowski
- 13. Afflicta
- 14. Cruenta
- 15. Vulnerata